# Firth of Thames
Le Firth of Thames est une large baie de l'océan Pacifique située au Nord de l’Île du Nord de la Nouvelle-Zélande. Son nom original est ‘Tikapa’.

## Géographie
C’est l’embouchure (un firth en scots, une langue écossaise)  du fleuve Waihou (dont l’ancien nom étant la « rivière Thames ») et du fleuve Piako. La ville de Thames siège sur la côte sud-ouest de la baie.
Le ‘firth’ siège dans l’extrémité sud du golfe de Hauraki, au sud-est de la ville d’Auckland. Il occupe un rift, (rift valley pour les anglophones) ou graben en français, situé entre la péninsule de Coromandel et la  chaîne de Hunua (en), qui se continuent par la plaine d’Hauraki (en) vers le sud.

## Écologie
Le Firth of Thames est un site important pour les oiseaux échassiers ou les oiseaux de rivages, et est listé comme une zone humide d’importance internationale sous la convention de Ramsar. Le « Miranda Shorebird Centre », mis en œuvre par le Miranda Naturalists' Trust (en), est localisé sur la berge ouest de la baie de  Miranda .
Toutefois, à première vue, ces zones sont surtout marquées par  l’influence sévère des dommages de l’action de l’homme, et en particulier du fait de l’élevage laitier. Ces dommages n’ont pas disparu  après la cessation de la pratique du dragage des moules, qui a été effectuée à grande échelle  sur plus de 40 ans (plus d’information dans l’article sur le golfe de Hauraki) ,.
Les baleines, telles que la baleine franche australe  et le rorqual de Bryde peuvent être aperçues dans la baie pour le vêlement et le repos lors des migrations .
Une des deux  premières  naissances de baleineaux confirmées, qui fut enregistrée  dans les eaux des principales îles depuis la  fin de la chasse baleinière commerciale (et le plus souvent illégale), fut observée dans la région de la Browns Bay en 2012.